# Капітан Контар
Капітан Контар (народився 25 грудня 1983 року, Кампінасі) є бразильським політиком, Зараз він є депутатом штату від Мату-Гросу-ду-Сул.  
Народився 25 грудня 1983 року в Кампінасі, Сан-Паулу, він вперше займає місце в Законодавчих зборах Мату-Гросу-ду-Сул (ALMS).  Контар є прихильником Жаїра Болсонару.
Син Рене Роберто Контара та Міріам Мачадо Барбоза Контар, які порадили йому вибрати Кампо-Гранде для проживання після навчання в AMAN, продовжуючи роботу, пов’язану з корінням родини, розпочату його дідусем по батьківській лінії, паном Аріфом Контаром, ліванцем, який приїхав до Бразилія на початку минулого століття. Оселившись у столиці, сім’я була одним із піонерів розвитку регіону, будуючи історію честі та традицій. Контар одружений з Ярою Дініз. 